# Adam Borzęcki
Adam Borzęcki (ur. 6 maja 1978 w Gdańsku) – polski hokeista, reprezentant Polski.
Jego syn Jakub (ur. 2002) także został hokeistą i juniorskim reprezentantem Niemiec.

## Kariera klubowa
- Stoczniowiec Gdańsk (1993/1996)
- Modo Hockey J20 (1994/1995)
- SMS I Sosnowiec (1995-1996)
- Olimpia Sosnowiec (1996-1997)
- Rimouski Océanic (1997-1999)
- Jackson Bandits (1999-2000)
- Stoczniowiec Gdańsk (2000)
- Idaho Steelheads (2000-2001)
- Chicago Wolves (2000)
- Utah Grizzlies (2000)
- Syracuse Crunch (2000-2003)
- Elmira Jackals (2003)
- Hammarby IF (2003-2004)
- Hershey Bears (2004)
- Manchester Monarchs (2004)
- Reading Royals (2004-2005)
- EC Bad Tölz (2005-2009)
- Schwenninger Wild Wings (2009-2014)
- SC Bietigheim-Bissingen (2014-2018)

Absolwent NLO SMS PZHL Sosnowiec z 1996. W drafcie do kanadyjskich rozgrywek juniorskich CHL z 1997 został wybrany przez klub Rimouski Océanic z numerem 16 jako drugi Polak w historii tej organizacji. W barwach tego zespołu przez dwa sezony do 1999 grał w lidze QMJHL. Potem występował przez cztery lata w ligach amerykańskich: ECHL, WCHL, AHL, UHL. W sezonie 2003/2004 grał w szwedzkiej lidze Allsvenskan, a w sezonie 2004/2005 ponownie w USA, grając w drużynach z lig ECHL i AHL.
Od 2005 grał w niemieckich klubach, w tym od 2009 w zespole Schwenninger Wild Wings (był alternatywnym kapitanem drużyny). W zespole grał z numerem 29. Po sześciu latach gry w Niemczech, 11 stycznia 2012 otrzymał niemieckie obywatelstwo. W czerwcu 2014 jego kontrakt z klubem został rozwiązany. Od czerwca 2014 zawodnik SC Bietigheim-Bissingen w lidze DEL2. Przedłużał kontrakt o rok kolejno w 2015, w 2015 i w 2017. Przez cztery sezony był kapitanem drużyny. 22 kwietnia 2018 zdobył z zespołem mistrzostwo DEL2, po czym ogłosił zakończenie kariery zawodniczej.

## Kariera reprezentacyjna
W barwach reprezentacji Polski do lat 18 uczestniczył w turniejach mistrzostw Europy juniorów do lat 18 edycji 1994 (Grupa A), 1995, 1996 (Grupa B). W barwach reprezentacji Polski do lat 20 brał udział w turniejach mistrzostw świata juniorów do lat 20 edycji 1995, 1996 (Grupa B), 1997 (Grupa A), 1998 (Grupa B). Uczestniczył w turnieju hokejowym na Zimowej Uniwersjadzie 1997. W seniorskiej kadrze Polski uczestniczył w turniejach mistrzostwach świata edycji 1997, 2000 (Grupa B), 2003, 2004, 2006, 2008, 2009, 2012, 2016 (Dywizja IA).

## Kariera trenerska
W sezonie 2019/2020 był głównym trenerem drużyny SC Bietigheim-Bissingen do lat 17. W sezonie 2020/2021 został szkoleniowcem zespołu Jungadler Mannheim do lat 15.

## Sukcesy
Reprezentacyjne
- Awans do Grupy A MŚ do lat 20: 1996

Klubowe
- Srebrny medal 2. Bundesligi: 2010, 2011
- Złoty medal DEL2: 2015, 2018 z SC Bietigheim-Bissingen

Indywidualne
- Mistrzostwa Świata Juniorów w Hokeju na Lodzie 1998/Grupa B:
  - Skład gwiazd turnieju[15]
- Mistrzostwa Świata w Hokeju na Lodzie 2000/Grupa B:
  - Czwarte miejsce w klasyfikacji +/- turnieju: +8[16]
- Mistrzostwa Świata w Hokeju na Lodzie 2009/I Dywizja:
  - Skład gwiazd turnieju
- Drugie miejsce w plebiscycie na najlepszych obrońców 2. Bundesligi: 2010
- Mistrzostwa Świata w Hokeju na Lodzie 2012/I Dywizja:
  - Najlepszy obrońca turnieju
  - Skład gwiazd turnieju
- Euro Ice Hockey Challenge 2013/2014:
  - Najlepszy obrońca turnieju w Polsce w lutym 2014